# Rhinogobio
A Rhinogobio  a csontos halak (Osteichthyes) főosztályának sugarasúszójú halak (Actinopterygii)  osztályába, a pontyalakúak (Cypriniformes) rendjébe, a pontyfélék (Cyprinidae) családjába, és a Gobioninae alcsaládjába tartozó nem.

## Rendszerezés
A nemhez az alábbi 5 faj tartozik.
- Rhinogobio cylindricus
- Rhinogobio hunanensis
- Rhinogobio nasutus
- Rhinogobio typus
- Rhinogobio ventralis